# 坂ノ東村
坂ノ東村（さかのひがしむら）は、かつて岐阜県武儀郡に存在した村である。
現在の加茂郡白川町の西部に該当する。
飛騨川西岸に位置し、武儀郡の最も東の村であった。

## 歴史
- 江戸時代末期、この地域は美濃国武儀郡であり、尾張藩領であった。
- 明治4年（1871年）- 広島村・相模村・大利村・小川村・新津村・村君村が合併し坂ノ東村となる。
- 明治22年（1889年）7月1日 - 町村制により坂ノ東村が成立。
- 昭和29年（1954年) 4月1日 - 加茂郡白川町に編入される。

## 学校
- 坂ノ東村立坂ノ東小学校（1984年に大山小学校と統合し、白川町立白川北小学校）
- 坂ノ東村立坂ノ東中学校（1962年に白川中学校と大山中学校と統合。現・白川町立白川中学校）

## 交通機関
- 国鉄高山本線
  - 白川口駅